# Al Jahra (voetbalclub)
Al Jahra is een Koeweits voetbalclub uit Jahra die in de Premier League speelt. De club is in 1966 opgericht.

## Erelijst
- Landskampioen

1990